# Aramil
Aramil (ryska Арами́ль) är en stad i Sverdlovsk oblast i Ryssland vid Isetfloden, sydost om Jekaterinburg. Folkmängden uppgår till cirka 15 000 invånare.

## Historia
Bosättningen grundades 1675 som en sloboda (gammalt slaviskt ord för “frihet”, som numera används för att beskriva landsbygdsorter) vid Aramil-floden.
Stadsrättigheter erhölls 1966.